# آلتیمو
آلتیمو (انگلیسی: Altimo) شرکت سرمایه‌گذاری روسی است، که در سال ۲۰۰۴ تأسیس شد.